# لوريس نحيل
اللوريس النحيل هو جنس من اللوريس موطنه الأصلي في الهند وسيريلانكا.
ويقضي اللوريس النحيل معظم حياته في الأشجار (الكثيفة)، تتغذى بشكل عام على الحشرات والزواحف وبذور النباتات والفواكه، وهي تعرف باسم كادو بابا أي ("طفل الغابات") .

## معلومات
شوهدت اللوريس أربعة مرات فقط منذ سنة 1937 ويُعتقد أنها انقرضت منذ عام 2002. ويمكن العثور عليها في «"سريلانكا"، لكن الأرقام تتضاءل بسبب صيدها للاعتقاد بأنها يمكن أن تساعد في علاج مرض الجذام، كما يعتقد بعض الناس أنها تحميهم من السحر والأعمال الشريرة.

## صور

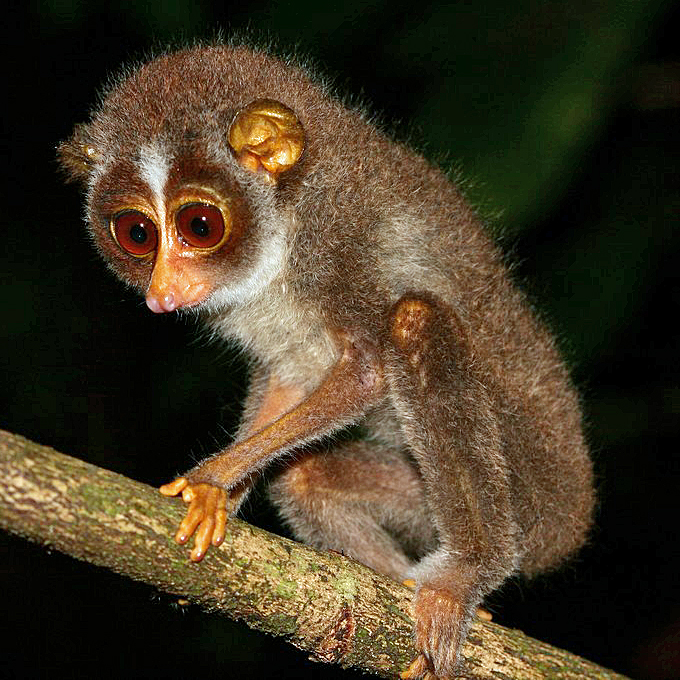
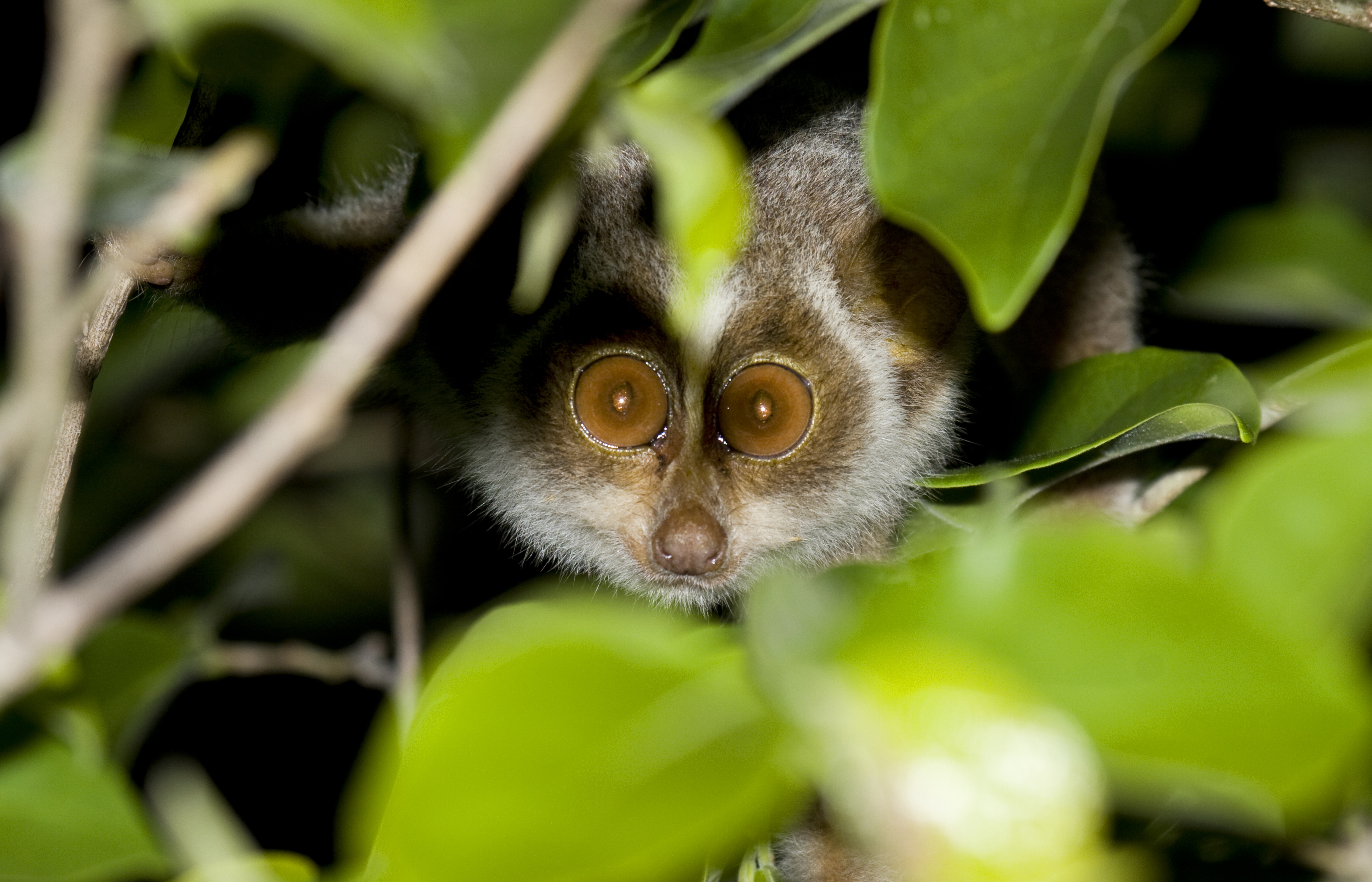
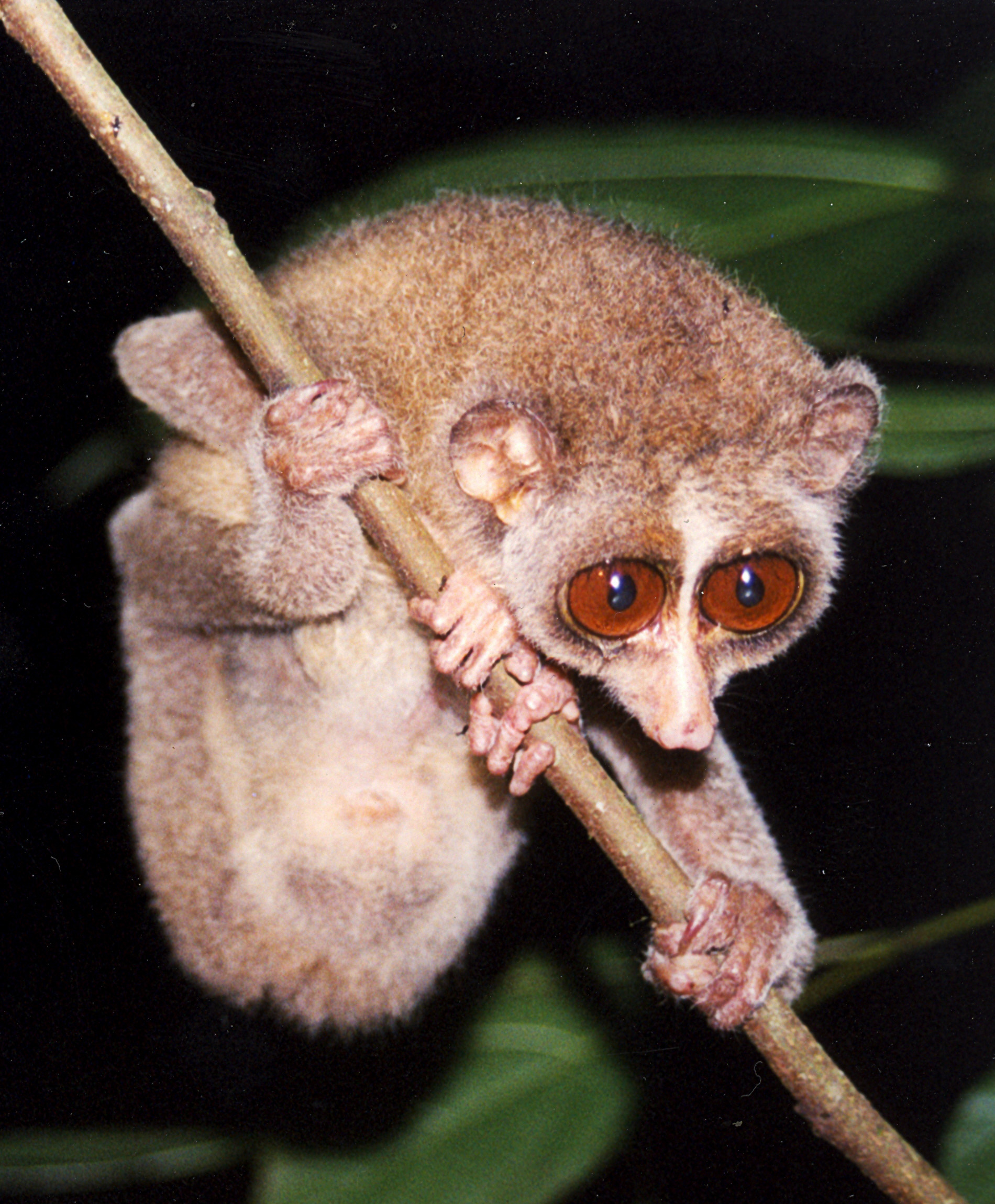